# ارين جونز
ارين جونز (بالإنجليزية: Warren Jones)‏ هو لاعب كرة القدم الكندية أمريكي، ولد في 23 سبتمبر 1966 في دالاس في الولايات المتحدة.

## وصلات خارجية
- ارين جونز على موقع JustSportsStats.com (الإنجليزية)